# Oeschenbach
Oeschenbach é uma comuna da Suíça, situada no distrito administrativo de Alta Argóvia, no cantão de Berna. Tem 3,9 km² de área e sua população em 2018 foi estimada em 232 habitantes.